# ديور ماكوت
دورو ماكوت (بالسيريلية الصربية: Ђуро Мацут؛ من مواليد 22 نوفمبر 1963) طبيب غدد صماء وأكاديمي صربي، يشغل منصب رئيس وزراء صربيا منذ عام 2025. وُلد ماكوت في بلغراد، وتخرج من كلية الطب عام 1989، وحصل لاحقًا على درجة الدكتوراه من الجامعة. عمل في البداية طبيب غدد صماء وباحثًا، ثم أصبح أستاذًا للطب الباطني والغدد الصماء في كلية الطب عام 2013. على الرغم من أنه ليس عضوًا في أي حزب سياسي، إلا أن ماكوت أصبح أحد الأعضاء المؤسسين لحركة الشعب من أجل الدولة بقيادة الرئيس ألكسندر فوتشيتش في عام 2025.

## السيرة الشخصية
وُلِد دورو ماكوت في 22 نوفمبر 1963 في بلغراد، جمهورية صربيا الاشتراكية، جمهورية يوغوسلافيا الاتحادية الاشتراكية، لأبوين صربيين من منطقة كوردون، كرواتيا. كان والده، بافلي ماكوت، وهو مقاتل يوغوسلافي سابق مُنح وسام الخدمة العسكرية لخدمته خلال الحرب العالمية الثانية، وخدم برتبة عقيد في جيش يوغوسلافيا الشعبي. التحق ماكوت بمدرسة سانت سافا الثانوية (التي كانت تُسمى آنذاك مدرسة بلغراد الثانوية الثالثة) في بلغراد ووصف أيام دراسته بأنها مهمة لمستقبله المهني. تخرج من كلية الطب بجامعة بلغراد عام 1989، وحصل لاحقًا على درجة الماجستير عام 1995 والدكتوراه عام 1999.

## الحياة المهنية
بعد تخرجه، أصبح ماكوت طبيبًا وباحثًا في الغدد الصماء، وعمل في مجالات تتعلق بالتمثيل الغذائي، والأورام الغدد الصماء العصبية ، ومتلازمة تكيس المبايض. ثم أصبح أستاذًا للطب الباطني والغدد الصماء في كلية الطب عام ،013 ومديرًا لعيادة الغدد الصماء والسكري والأمراض الأيضية في المركز الطبي الجامعي في صربيا وهو أيضًا أستاذ زائر في جامعة أثينا وكلية الطب بجامعة القديسين كيرلس وميثوديوس في سكوبيه.
ماكوت عضوٌ فاعلٌ في الجمعية الأوروبية للغدد الصماء (ESE) منذ عام ،016 حيث خدم في لجانٍ مختلفة. ترأس العديد من اللجان داخل الجمعية، وساهم في مجموعة الاهتمامات الخاصة بمتلازمة تكيس المبايض. من عام 2016 إلى عام 2020 شغل منصب ممثل مجلس الجمعيات التابعة للجمعية في اللجنة التنفيذية للجمعية بحكم منصبه. في عام ٢2020 انتُخب عضوًا كامل العضوية في اللجنة التنفيذية للجمعية وأمينًا لصندوقها. 
أعرب ماكوت عن دعمه للحزب التقدمي الصربي في الانتخابات البرلمانية الصربية عام 2023. وعلى الرغم من ذلك، فهو ليس عضوًا في أي حزب سياسي. وقد ظهر كمتحدث في تجمع حركة الشعب من أجل الدولة (NPZD) في جاجودينا في يناير 2025. وفي وقت لاحق من شهر مارس، أصبح أحد مؤسسي الحركة. أعرب ماكوت عن معارضته للاحتجاجات الطلابية المناهضة للفساد في صربيا والتي تم تنظيمها منذ عام 2024.

## رئيس وزراء صربيا
بعد استقالة ميلوس فوشيفيتش من منصب رئيس وزراء صربيا، أجريت مفاوضات لتشكيل الحكومة الجديدة لصربيا. رشح الكسندر فوتشيتش، رئيس صربيا ، ماكوت ليكون حامل ولاية رئيس وزراء صربيا للجمعية الوطنية لصربيا في 6 أبريل 2025.  وهو ثالث سياسي مستقل يتم ترشيحه لهذا المنصب، بعد ميركو تسفيتكوفيتش وآنا برنابيتش. تم الإعلان عن تشكيل حكومته في 14 أبريل؛ نوابه هم سينيسا مالي وإيفيتسا داتشيك وأدريانا ميساروفيتش. تتألف حكومته أيضًا من العديد من المستقلين التابعين لـ NPZD. دعت آنا برنابيتش، رئيسة الجمعية الوطنية الصربية، إلى عقد جلسة في 15 أبريل، لانتخاب الحكومة الجديدة وخلال الجلسة، قدم ماكوت تقريره. وانتُخبت حكومة ماكوت في 16 أبريل، بأغلبية 153 صوتًا مؤيدًا.
زعم عالم السياسة دوشان سباسويفيتش والمحلل سفيتين ميليفويفيتش أن ماكوت سيفتقر إلى الاستقلالية كرئيس للوزراء في اتخاذ القرارات. كما زعم ديجان بورساك، وهو زميل في معهد الفلسفة والنظرية الاجتماعية بجامعة بلغراد، أنه على الرغم من إدراج العديد من الأكاديميين في حكومة ماكوت، فإن الحكومة ستظل برئاسة حزب SNS بسبب احتفاظهم بمناصب في وزارات رئيسية. وذكرت وكالة رويترز أنه على الرغم من دوره الشرفي، فإن فوسيتش سيكون له تأثير كبير في الحكومة.

### مدة الخدمة

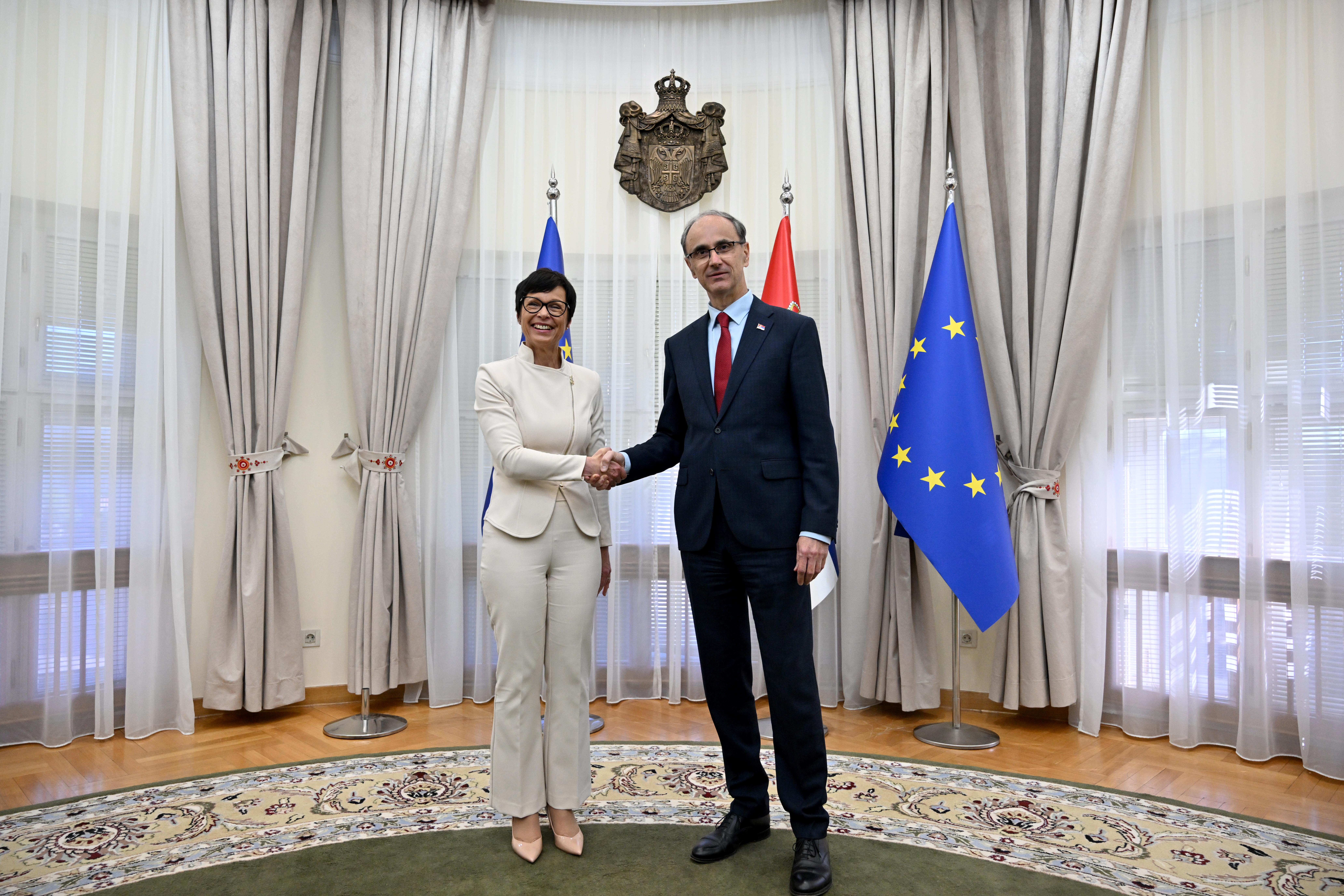
ماكوت مع مارتا كوس في أبريل 2025

قام ماكوت بأول رحلة خارجية له في 26 أبريل، حيث زار مدينة الفاتيكان، حيث حضر جنازة البابا فرانسيس.  بعد عودته إلى صربيا، التقى مارتا كوس ، المفوضة الأوروبية للتوسع، في 29 أبريل، والتي ناقش معها انضمام صربيا إلى الاتحاد الأوروبي. في أوائل مايو، التقى أنطونيو كوستا، رئيس المجلس الأوروبي، بينما في وقت لاحق من ذلك الشهر، التقى كايا كالاس، الممثل الأعلى للاتحاد للشؤون الخارجية والسياسة الأمنية، والتي ناقش معها العلاقات بين صربيا والاتحاد الأوروبي. في يونيو، التقى ميلوراد دوديك، رئيس جمهورية صرب البوسنة.
من أجل حل أزمة التعليم التي بدأت خلال الاحتجاجات الطلابية المناهضة للفساد، بادر ماكوت بعقد اجتماعات مع فلادان دوكيتش، رئيس جامعة بلغراد. عُقد أول اجتماع لهما في 22 أبريل. بعد الاجتماع، أكدت جامعة بلغراد موقفها بأن الأزمة ستنتهي بتحقيق مطالب الطلاب. واستمرت اجتماعاتهما حتى يونيو.